# کوه جیلو
کوه جیلو (به ترکی: Cilo Dağı، به کُردی: Çiyayê Cîlo}} یک کوه در جنوب شرقی کشور ترکیه است که در استان حکاری واقع شده‌است. کوه جیلو سومین کوه مرتفع در کشور ترکیه است و ۴٬۱۱۶ متر بالاتر از سطح دریا واقع شده‌است.

## آب شدن یخچال‌ها
بر فراز کوه جیلو یخچالی وجود دارد که قدمت آن به ۲۰ هزار سال می‌رسد. این یخچال‌ها بزرگ‌ترین یخچال طبیعی در ترکیه هستند. بر اثر گرمای بی‌سابقۀ هوا در تابستان سال ۲۰۲۱ یخچال‌های جیلو شروع به آب شدن کردند.